# Drongo à rames
Dicrurus remifer
Espèce
Statut de conservation UICN

 LC  : Préoccupation mineure
Le Drongo  à rames (Dicrurus remifer) est une espèce de passereaux de la famille des Dicruridae.

## Illustrations
- Photos

## Répartition
Cet oiseau vit au Bangladesh, au Bhoutan, en Birmanie, au Cambodge, en Chine, en Inde, en Indonésie, au Laos, en Malaisie, au Népal, en Thaïlande et au Vietnam.

## Habitat
Cette espèce peuple les forêts humides tropicales et subtropicales en montagne.

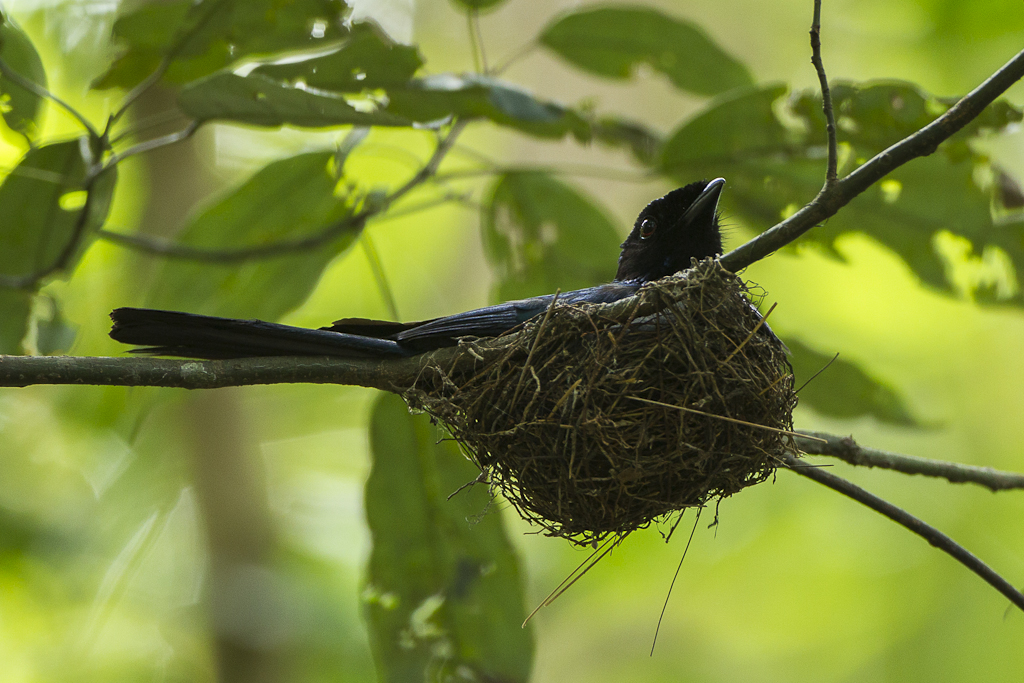
Drongo à rames dans son nid, parc national de Kaeng Krachan, Thaïlande

## Sous-espèces
Cet oiseau est représenté par 4 sous-espèces :
- Dicrurus remifer tectirostris (Hodgson) 1836 — de l'Himalaya au Yunnan et Nord de l'Indochine
- Dicrurus remifer peracensis (Baker,ECS) 1918 — Indochine
- Dicrurus remifer lefoli (Delacour & Jabouille) 1928 — Cambodge (monts Dâmrei et Cardamom)
- Dicrurus remifer remifer (Temminck) 1823 — montagnes de Sumatra et Java